# Kanton Santa-Maria-Siché
Kanton Santa-Maria-Siché (francouzsky Canton de Santa-Maria-Siché) je francouzský kanton v departementu Corse-du-Sud v regionu Korsika. Tvoří ho 17 obcí.

## Obce kantonu
- Albitreccia
- Azilone-Ampaza
- Campo
- Cardo-Torgia
- Cognocoli-Monticchi
- Coti-Chiavari
- Forciolo
- Frasseto
- Grosseto-Prugna
- Guargualé
- Pietrosella
- Pila-Canale
- Quasquara
- Serra-di-Ferro
- Santa-Maria-Siché
- Urbalacone
- Zigliara